# Hans Ledwinka
Hans Ledwinka, född 14 februari 1878 i Klosterneuburg, död 2 mars 1967 i München, var en österrikisk ingenjör och bilkonstruktör. Han var far till Erich Ledwinka.
Ledwinka blev legendarisk under sin tid som konstruktör på Tatra. Han studerade vid Technische Fachschule für Maschinenbau Wien. 1897 började han arbeta vid Nesseldorfer Wagenfabrik och blev chefskonstruktör där 1905. Ledwinka arbetade på Nesseldorfer Wagenfabrik fram till 1917 då han började på Steyr-Werke. Under sin tid på Steyr arbetade han tillsammans med Ferdinand Porsche. 1921 återkom Ledwinka till Nesseldorfer Wagenfabrik som nu bytt namn till Tatra och nu låg i det nybildade Tjeckoslovakien. Ledwinka gjorde banbrytande insatser genom att ta fram nya konstruktioner som Tatra 11, Tatra T77 och Tatra T87.
Ledwinka diskuterade ofta olika idéer med Ferdinand Porsche och likheterna mellan deras konstruktioner är slående; både har till exempel utgått från bakmotorkonstruktioner. 1945 tvingades Ledwinka att lämna Tatra och sattes i krigsfångenskap. 1954 flyttade han till Västtyskland där han bodde fram till sin död 1967.